# Shin'ichi Morishita
Shin'ichi Morishita (森下 申一?, Morishita Shin'ichi; Shizuoka, 28 dicembre 1960) è un ex calciatore giapponese ed è dal 2016 il preparatore dei portieri del Gamba Osaka.

## Carriera

### Club
Formatosi nel club calcistico della facoltà di Agraria dell'università di Tokyo, dopo la laurea conseguita nel 1983 fu assunto alla Yamaha Motor ricoprendo il ruolo di portiere del circolo calcistico aziendale. Affermatosi come uno dei migliori portieri in ambito nazionale (ottenne diversi riconoscimenti tra cui il premio di miglior portiere e l'inclusione nel miglior undici della Japan Soccer League 1987-1988), rimase legato al club della Yamaha anche dopo l'acquisizione dello status di squadra professionistica e il cambio di nome in Júbilo Iwata, nel 1994. Si ritirò dal calcio giocato nel 1997, dopo aver disputato tre stagioni nel Kyoto Purple Sanga.

### Nazionale
Conta 28 presenze in nazionale maggiore, esordendo nel 1985: dopo un periodo di alternanza con Kiyotaka Matsui del Nippon Kokan, ricoprì il ruolo di portiere titolare fino al 1991, anno in cui ricevette l'ultima convocazione in nazionale.

## Statistiche

### Presenze e reti nei club
| Stagione | Squadra                           | Campionato | Campionato | Campionato |
| Stagione | Squadra                           | Comp       | Pres       | Reti       |
| -------- | --------------------------------- | ---------- | ---------- | ---------- |
| 1983     | Yamaha Motors                     | JSL1       | 14         | -?         |
| 1984     | Yamaha Motors                     | JSL1       | 16         | -?         |
| 1985-86  | Yamaha Motors                     | JSL1       | 21         | -?         |
| 1986-87  | Yamaha Motors                     | JSL1       | 22         | -?         |
| 1987-88  | Yamaha Motors                     | JSL1       | 22         | -?         |
| 1988-89  | Yamaha Motors                     | JSL1       | 19         | -?         |
| 1989-90  | Yamaha Motors                     | JSL1       | 21         | -?         |
| 1990-91  | Yamaha Motors                     | JSL1       | 20         | -?         |
| 1991-92  | Yamaha Motors                     | JSL1       | 21         | -?         |
| 1992     | Yamaha Motors                     | JFL1       | 18         | -?         |
| 1993     | Yamaha Motors                     | JFL1       | 17         | -?         |
| 1994     | Júbilo Iwata                      | J1         | 32         | -?         |
|          | Totale Yamaha Motors/Júbilo Iwata |            | 243        | -?         |
| 1995     | Kyoto Purple Sanga                | JFL        | 28         | -?         |
| 1996     | Kyoto Purple Sanga                | J1         | 29         | -?         |
| 1997     | Kyoto Purple Sanga                | J1         | 16         | -?         |
|          | Totale Kyoto Purple Sanga         |            | 70         | -?         |

## Palmarès

### Club
- Japan Soccer League: 1

1987-1988

### Individuale
- Miglior portiere della Japan Soccer League: 2 volte[3][4]
- Nominato miglior giocatore del campionato: 1 volta
- Incluso nella Best XI del campionato: 1 volta[3]